# Régiment de la Garde à cheval (royaume de Hollande)
« 1er régiment de hussards (Royaume de Hollande) » redirige ici. Pour les autres significations, voir 1er régiment.
Le régiment de la Garde à cheval est une unité de cavalerie du royaume de Hollande, créée en 1805 sous la République batave et devenue en 1810 le 2e régiment de chevau-légers lanciers de la garde impériale.

## Création et différentes dénominations
- juin 1805 : formation d'une compagnie de hussards de la Garde au sein de la république batave
- juin 1806 : rejoint la garde royale du royaume de Hollande[1]
- août 1806 : régiment de hussards de la Garde
- septembre 1806 : 1er régiment de hussards de la Garde
- octobre 1807 : régiment de la Garde à cheval
- août 1808 : régiment de cuirassiers de la Garde
- octobre 1809 : régiment de la Garde à cheval
- septembre 1810 : devient 2e régiment de chevau-légers lanciers de la garde impériale

## Historique des opérations
Les hussards de la Garde sont mis sur pied en juin 1805, à la taille d'une compagnie, au sein du corps chargé de la protection du Grand-pensionnaire de la république batave (Rutger Jan Schimmelpenninck).
Transformé en juin 1806 en un régiment à cinq escadrons, deux de hussards et trois de grenadiers à cheval, il est scindé deux mois plus tard en un régiment de hussards et un régiment de grenadiers à cheval (futur 1er régiment de cuirassiers). Le régiment de hussards de la Garde prend le numéro 1 en septembre 1806.
En octobre 1807, le 1er régiment de cuirassiers de la Garde fusionne dans le régiment de hussards de la Garde. Ce dernier est transformé dès décembre en « régiment de la Garde à cheval », à deux escadrons de cuirassiers et un de hussards. En août 1808, le régiment devient « régiment de cuirassiers de la Garde », à trois escadrons de cuirassiers, renforcé en septembre 1809 d'un 4e escadron de hussards. En octobre 1809, le régiment reprend le nom de régiment de la Garde de cheval, organisé comme un régiment de hussards à deux divisions, la première étant constituée des quatre anciens escadrons de la Garde et le seconde du 3e hussards, rattaché à la garde royale depuis avril 1809.
Passé en juin 1810 à la garde impériale de Napoléon Ier après l'annexion du royaume de Hollande par l'Empire français, il devient 2e régiment de chevau-légers en septembre.
Le régiment n'a jamais combattu.

## Uniformes
Le régiment de hussards porte à l'origine un uniforme avec un dolman et une culotte rouge, une pelisse blanche, boutons et lacets jaunes, doublure en fourrure noire, bandoulières blanches, sabretache de cuir noir et une ceinture de tissu rouge et blanc. La coiffure est un shako.